# 淬火

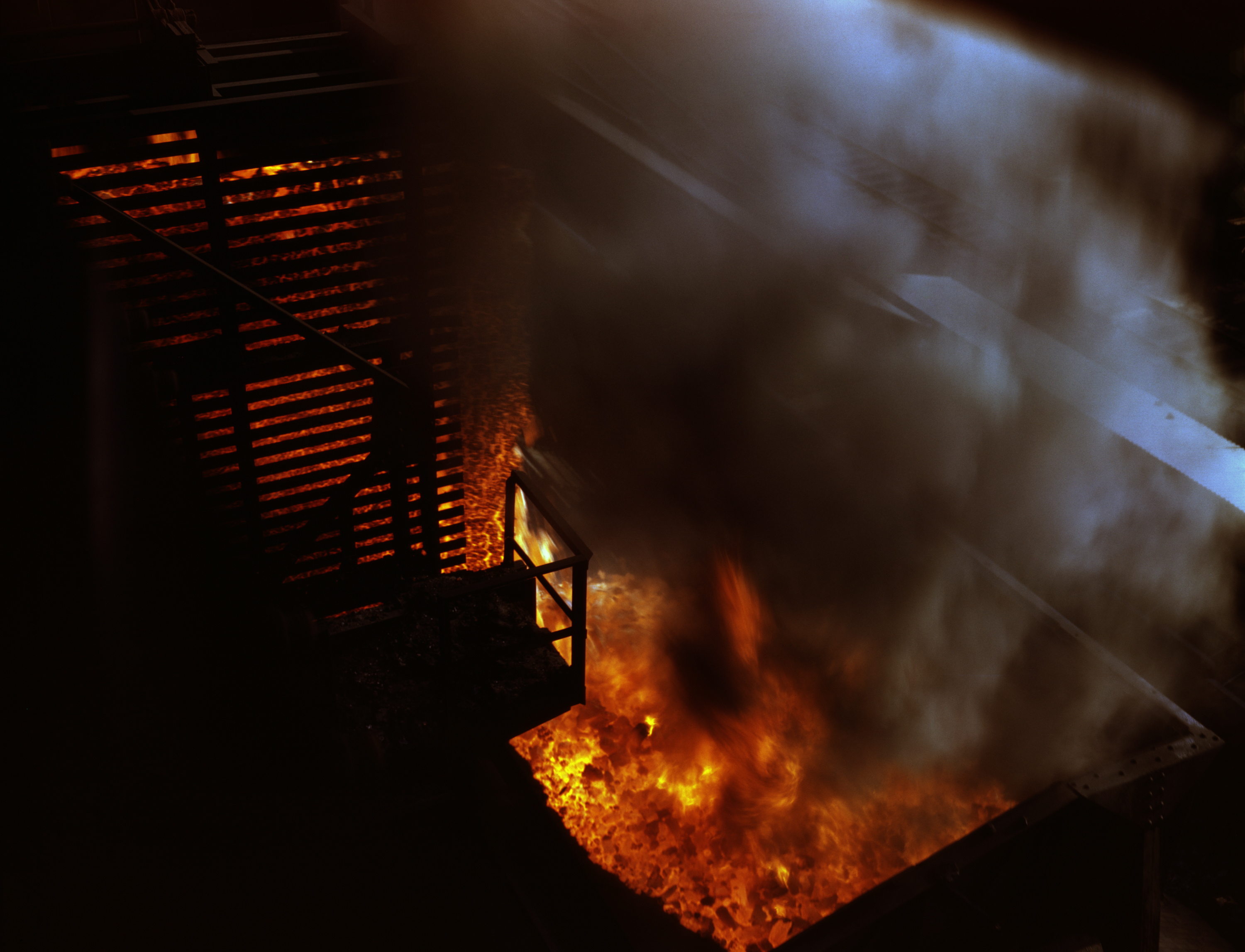
被推進淬火車床的焦炭（Coke）。攝於1942年11月，位於美國密歇根州底特律的大湖區鋼鐵公司（Great Lakes Steel Corporation）。

淬火，俗称蘸火，金属和玻璃的一种热处理工艺。把合金制品或玻璃加热到一定温度，随即在含有矿物质的水、油或空气中急速冷却，一般用以提高合金的硬度和强度。

## 淬火硬化
淬火可增強钢与铸铁的強度和硬度。急速冷卻的速率也會影響物質表面硬度和心部硬度。淬火後物質會變脆，所以通常會再進行回火處理，目的是降低物質的脆度。螺絲、齒輪、轉動軸、金屬塊等物品常使用淬火處理。

### 作用
钢与铸铁在硬化处理前通常为片层状珠光体结构。这种结构是钢或铸铁于较低冷却速率下制造所获得的铁素体与渗碳体的混合物。珠光体结构较为柔软，无法胜任诸多日常应用。将珠光体加热至起共析转变温度（727°C）之上后快速冷却部分晶体发生相变，获得较为坚硬的马氏体结构。含有马氏体结构的钢材通常用于刀刃等需要较强抗变形能力的工件上。

### 加热温度
淬火加热温度的选择应以得到细而均匀的奥氏体晶粒为原则，以便冷却后获得细小的马氏体组织。亞共析鋼需加熱到Ac3點以上30-50度，淬火后获得均匀细小的马氏体组织。共析鋼和過共析鋼需加熱到Ac1點以上30-50度，淬火后获得均匀细小的马氏体和粒状渗碳体复相组织。

## 冷却

### 冷却过程
在淬火步驟中，材料大致經歷三個層次的降溫 / 熱移除:
第一層: 蒸氣膜冷卻狀態（Vapor-blanket Cooling State）

第二層: 蒸氣傳輸冷卻狀態（Vapor-transport Cooling stage）

第三層: 液冷卻狀態（Liquid Cooling Stage）

### 冷却介质
常用的淬火介质有水、盐水、矿物油、各种硝盐或碱浴及各种有机或无机化合物的水溶液等。
1. 水。最常用，主要用于尺寸较小、形状简单、截面较大的碳钢零件。
2. 盐水。主要用于淬透性较差又要求获得比较深的淬硬层的碳钢零件。
3. 矿物油。冷却能力很弱，只用于过冷奥氏体比较稳定的合金钢及尺寸较小的碳钢零件。
4. 硝盐或碱浴。冷却能力介于水和油之间。常用于截面不大、形状复杂、变形要求严格的碳素工具钢和合金工具钢的分级淬火或等温淬火。

### 淬火方法
- 单液淬火法：是将奥氏体化的钢件迅速浸入一种冷却介质中连续冷却至室温，操作简单，应用较广。但易产生淬火应力引起变形甚至裂纹。
- 双液淬火法：先在冷却能力较强的介质（水或盐水）中冷却到稍高于Ms温度（400-300℃）时，再迅速转移到冷却能力比较弱的介质（矿物油）中继续冷却到室温。
- 分级淬火法：先在150-260℃（Ms点）的盐浴中稍加停留（2-5分钟），然后取出空冷，以获得马氏体组织。
- 等温淬火法（贝氏体淬火）：在温度稍高于Ms点的盐浴中长时间保温，发生下贝氏体转变后取出空冷。适用于处理复杂和精度要求高的小件，如弹簧、螺栓、小齿轮及丝锥等，生产周期长、效率低。[1]
- 局部淬火法
- 冷处理：把淬冷至室温盐浴的钢继续冷却到-70~-80℃，保持一段时间，使残余奥氏体转变为马氏体。

## 相關
- 回火（Tempering）
- 热处理